# Gromadzyń
Gromadzyń – wieś w Polsce położona w województwie dolnośląskim, w powiecie legnickim, w gminie Prochowice.

## Podział administracyjny
W latach 1975–1998 miejscowość administracyjnie należała do województwa legnickiego.

## Demografia
Według Narodowego Spisu Powszechnego (III 2011 r.) liczył 79 mieszkańców. Jest najmniejszą miejscowością gminy Prochowice.